# Паупизи
Паупизи (итал. Paupisi) — коммуна в Италии, располагается в регионе Кампания, подчиняется административному центру Беневенто.
Население составляет 1608 человек, плотность населения составляет 201 чел./км². Занимает площадь 8 км². Почтовый индекс — 82030. Телефонный код — 0824.